# Pablo Beltrán (guerrillero)
Israel Ramírez Pineda más conocido por su alias "Pablo Beltrán" (San Gil, Santander; 23 de diciembre de 1953) es un guerrillero colombiano, miembro del Comando Central de la guerrilla, Ejército de Liberación Nacional.
Desde octubre de 2016 hasta enero de 2019 era el jefe del equipo negociador del ELN en las fallidas negociaciones de paz entre el gobierno y el ELN, iniciadas formalmente en febrero de 2017 en Quito durante el gobierno de Juan Manuel Santos y disueltas en enero de 2019 en el gobierno de Iván Duque, tras el atentado a la Escuela de Cadetes de Policía General Santander el 17 de enero.

## Biografía
Nació en San Gil, Santander y adelantaba estudios de ingeniería de petróleos en la Universidad Industrial de Santander.

### Militancia en el ELN
En los años 70, mientras estudiaba ingeniería de petróleos en la Universidad Industrial de Santander, se vincula al ELN. Antes de terminar la carrera sería expulsado de la universidad. Fue guerrillero urbano hasta principios de la década de 1980, momento en que pasó a la guerrilla rural.

#### Congreso I y II del ELN
Desde 1981 Pablo Beltrán fue designado para participar en varias asambleas y ordenar los denominados impuestos de guerra en el sector aurífero en el departamento de Santander. Para 1986 participó en la Asamblea Nacional Camilo Torres Restrepo o I Congreso del ELN, evento que permitió la construcción del Plan Táctico Nacional que sería desarrollado en el periodo de (1986 -1996). Dichas acciones permitieron que se destacara en la organización, por lo que en 1989 fue elegido como miembro del Comando Central (COCE), teniendo participación en el II Congreso del ELN.

#### Diálogos de paz con el gobierno de Ernesto Samper
Debido al conocimiento y nivel directivo alcanzado, en 1994 Pablo Beltrán participó en la Conferencia Nacional Militar denominada Comandante Miguel Vásquez Castaño. En 1998 participó en las conversaciones de Mainz (Alemania) sobre los Acuerdos de Puerta del Cielo, donde se integraban 20 requerimientos que debían ser desarrollados por las delegaciones y firmantes del acuerdo (sociedad civil, Comité Nacional de Paz y ELN).
El 14 de febrero de 1998, muere el cura guerrillero Manuel Pérez Martínez, conocido como El Cura Pérez o Poliarco quien para esa época era el máximo cabecilla del ELN. En consecuencia Pablo Beltrán, asumió como tercero al mando del ELN. De formación cristiana, se le atribuye ser el gestor de la alianza entre los grupos insurgentes de Colombia en la denominada Coordinadora Guerrillera Simón Bolívar (CGSB).
En mayo de 1999, el ELN realizó el secuestro de 180 personas en la iglesia La María quienes participaban de la eucaristía en el barrio Ciudad Jardín de Cali (Valle del Cauca). en 2019, Pablo Beltrán afirmó que esta acción fue un gran error.
El 16 de abril de 2001, el ELN secuestró a 34 trabajadores de la multinacional petrolera estadounidense Occidental (Oxy) en Arauca, zona fronteriza con Venezuela cuando se desplazaban en ocho vehículos. Todos los secuestrados eran de nacionalidad colombiana y trabajaban en vigilancia, casino y servicios técnicos del campo de Caño Limón. Fueron liberados en Saravena (Arauca) el 19 de abril de 2001. Pablo Beltrán transmitió un comunicado que el secuestro "político" fue realizado debido a que Pastrana no había cumplido con el compromiso de ordenar la desmilitarización de una zona en el sur del departamento de Bolívar y por los conflictos entre las comunidades indígenas y la petrolera Oxy. También reveló que el ELN había decidido "suspender indefinidamente los diálogos con el Gobierno del presidente Andrés Pastrana" que buscaban dar inicio al proceso de paz.

#### Diálogos de paz con el gobierno de Andrés Pastrana y alianza con las FARC-EP
En 1999 se realizó una reunión con la sociedad civil en Caracas (Venezuela), en la que participó Pablo Beltrán en la que se abordaron temas relacionados con los secuestrados en poder del ELN.  Participó en las conversaciones de paz en Maguncia (Alemania) en 1998.
El 11 de abril de 2001, alias "Pablo Beltrán", como tercero al mando del ELN, anunció que esa guerrilla y las FARC-EP se unirían para combatir a las Autodefensas Unidas de Colombia (AUC) en el sur del departamento de Bolívar, donde estaba el campamento central del ELN.
Para 2002 Pablo Beltrán participó una vez más como vocero de las rondas exploratorias para las negociaciones de paz con el Gobierno Nacional en Cuba. 

#### IV y V Congreso del ELN
En el 2006, Pablo Beltrán participó en el IV Congreso del ELN donde se formularon diferentes directrices puestas en marcha en el año 2009. Adicionalmente, es ratificado como tercer cabecilla del COCE del ELN. Así mismo, en el 2014 hace parte del V Congreso del ELN. En abril de 2007, es entrevistado por el periodista Javier Lizarzaburu, donde profundiza sobre su historia con el grupo.

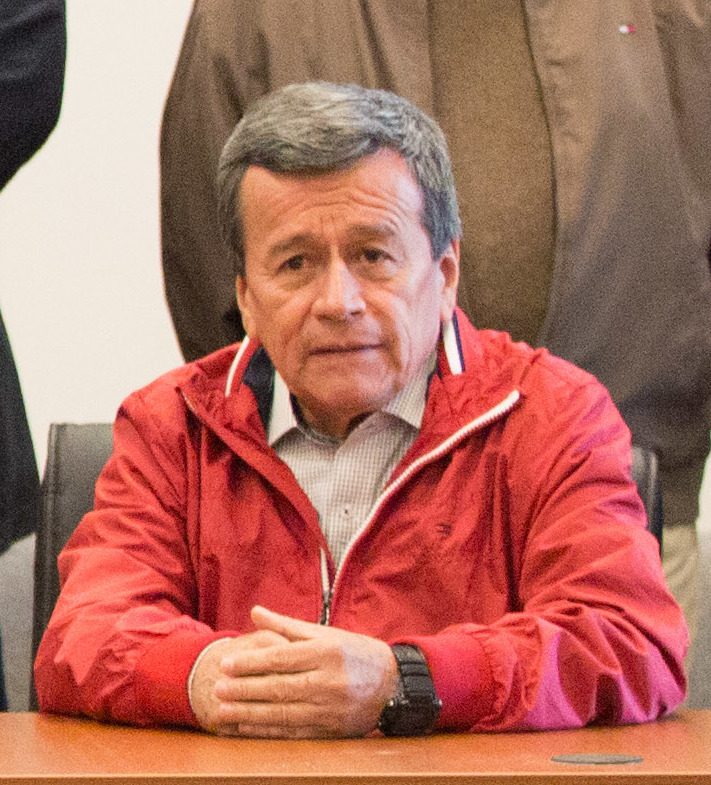
Pablo Beltrán durante los diálogos de paz entre el gobierno colombiano y el ELN.

#### Negociaciones con el gobierno de Juan Manuel Santos
En octubre de 2016, fue designado por el Comando Central (COCE) del ELN como Jefe del Equipo Negociador para el proceso de paz con el gobierno de Juan Manuel Santos; negociaciones que empezaron el 7 de febrero de 2017 tras varios años de exploración. Como no concluyeron exitosamente las negociaciones en el gobierno de Santos, quedó en manos del próximo gobierno la continuación de estos.
Para 2017, Pablo Beltrán reconoció que la Masacre de Machuca, ocurrida el 18 de octubre de 1998, cuando un ataque explosivo a un oleoducto ocasionó un incendio y causó la muerte de 84 personas, había sido un accidente del ELN, y se mostró dispuesto a pedir perdón por este suceso y por el secuestró de la iglesia La María en Cali.
El 27 de enero del 2018 el ELN realizó el atentado con explosivos contra la estación de policía de San José en Barranquilla (Atlántico), que dejó cinco policías muertos y 48 más heridos. Pablo Beltrán, reconoce la autoría del mismo. El presidente Juan Manuel Santos suspendió el quinto ciclo de los diálogos de paz con el ELN en Quito.

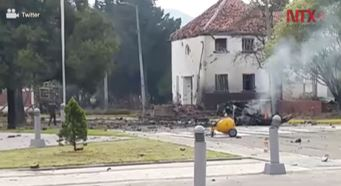
Atentado contra la escuela de policía General Santander.

#### Disolución de las negociaciones en el gobierno de Iván Duque
Desde un principio la posición de Iván Duque, presidente elegido en Colombia para el periodo 2018-2022, para continuar los diálogos de su antecesor fue dura por su exigencia al ELN de entregar los secuestrados en su poder sin condicionamientos y terminar sus acciones terroristas, prueba de ello es que nunca envió un equipo negociador que representara al gobierno en la mesa de conversaciones instalada en La Habana (trasladada desde Quito el 5 de mayo de 2018). Luego del atentado con carro bomba contra la escuela de policía General Santander, el presidente Duque ordenó la disolución del proceso de paz reactivando las órdenes de captura y las circulares de Interpol contra los miembros de la mesa negociadora del ELN como Beltrán. También solicitó su extradición de Cuba.
Luego el 21 de enero de 2019, Israel Ramírez reconoció la autoría del ELN del atentado terrorista contra la Escuela General Santander de la Policía Nacional, que dejó 24 cadetes muertos y más de 80 personas heridas. Por estos hechos un juez de la República ordenó la captura de Pablo Beltrán y demás integrantes del COCE.
Beltrán se ha manifestado en varias entrevistas en favor de un diálogo con el gobierno colombiano. Declaró tener enemigos comunes con el gobierno de Maduro en Venezuela. Además de posibles enfrentamientos con tropas de Estados Unidos en Colombia.

## Condenas

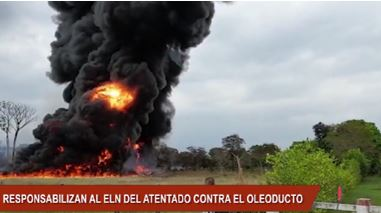
Atentados terroristas oleoducto Caño Limón-Coveñas.

Israel Ramírez Pineda Pablo Beltrán como miembro del Comando Central (COCE) del ELN, se encuentra vinculado a procesos, órdenes de captura y condenas por: extorsión, amenazas, concierto para delinquir, lesiones en persona protegida, desplazamiento forzado, constreñimiento al sufragante, desaparición forzada, rebelión, terrorismo a la infraestructura petrolera, utilización de medios y métodos de guerra ilícitos, secuestro, reclutamiento ilícito y homicidio. En 2016, el Fiscal General de la Nación, Jorge Perdomo, entregó un informe donde se concentran 15.896 hechos delictivos desarrollados por el ELN en el periodo de 1981 a 2015. En el informe se determinó que el COCE orientó, ordenó y ejecutó crímenes de lesa humanidad, donde se destacan 5.391 homicidios, 4.894 secuestros, 2.989 desplazamientos forzados, 1.450 infracciones al Derecho Internacional Humanitario y 930 reclutamientos ilícitos de los cuales sería acusada la cúpula del ELN.
- La Policía Internacional (Interpol) expidió circular roja en contra de Pablo Beltrán, cabecilla negociador del ELN, por el atentado terrorista contra la Escuela de Cadetes de la Policía General Santander .[32][33]
- Orden de captura contra Pablo Beltrán por el homicidio agravado de los periodistas Julio Daniel Chaparro Hurtado y Jorge Enrique Torres Navas[34], ocurrido el 24 de abril de 1991 en el municipio de Segovia (Antioquia).[35]
- El ELN realizó el secuestro de un avión Fokker de Avianca el 12 de abril de 1999.[36] En el que se transportaban 46 personas, entre ellas 6 secuestradores. Posterior al aterrizaje forzoso en la vereda El Piñal, corregimiento Vijagual entre los municipios de Simití y San Pablo (Bolívar), los pasajeros fueron secuestrados y uno falleció en cautiverio. Pablo Beltrán es considerado por el Estado colombiano uno de los autores intelectuales por lo que fue sentenciado a 39 años de prisión.[37]
- Orden de captura al Comando Central (COCE) del ELN por la masacre de Machuca, el 18 de octubre de 1998, con un ataque explosivo a un oleoducto ocasionó un incendio y causó la muerte de 84 personas.[38][39]
- En el 2000, miembros del ELN secuestraron a 62 personas en el km 18 vía Cali - Buenaventura (Valle), donde quedaron privados de la libertad 2 extranjeros.[40]Por esta acción se emitió orden de captura contra Pablo Beltrán y 8 miembros del ELN.[41]
- Orden de captura por el secuestro y posterior homicidio de Aulio Isarama Forastero, gobernador del resguardo Catru Dubaza de la comunidad Emberá Dobita, el 24 de octubre de 2017, en Alto Baudó (Chocó).[42]
- Orden de captura por el secuestro de la suboficial  Nubia Alejandra López Correa, reportada desaparecida por sus familiares, el 7 de junio de 2020 en Saravena (Arauca).[43]La suboficial fue liberada por el ELN doce días después de su captura.[44]
- Orden de captura por homicidio en persona protegida, desplazamiento forzado y rebelión agravada en la región del Catatumbo(Norte de Santander).[45]
- Orden de captura por la masacre de 6 personas, entre ellas dos presuntos disidentes de las FARC-EP[46] en Argelia (Cauca).[47]
- Orden de captura por el reclutamiento de 97 menores de edad (31 niñas y 66 niños),[48] los casos detectados por la Fiscalía General de la Nación se concentran en 12 departamentos (Chocó, Arauca, Bolívar, Nariño, Cauca, Antioquia, Norte de Santander, Casanare, Santander, Boyacá, La Guajira y Córdoba).[49]
- Orden de captura por el asesinato de José Eustorgio Colmenares Baptista, fundador y exdirector del diario La Opinión, ocurrido el 12 de marzo de 1993.[50]
- Orden de captura por  el secuestro de cinco periodistas y un conductor[51] en hechos ocurridos el 21 de mayo de 2016 en el municipio de El Tarra (Norte de Santander).[52]
- Orden de captura por los atentados terroristas contra la infraestructura petrolera, específicamente en el oleoducto Caño Limón-Coveñas y sus efectos contra el medio ambiente ocurridos entre 2011 y 2016.[53][54]
- Condena de 385 meses de prisión por el secuestro y asesinato de los investigadores del Cuerpo Técnico de Investigación (CTI)[55] Jhon Alejandro Morales Patiño y Edilberto Roa López.[56]
- 31 órdenes de captura por asesinatos en Arauca y zona de frontera con Venezuela.[57]